# Rotenfels (Fichtelgebirge)

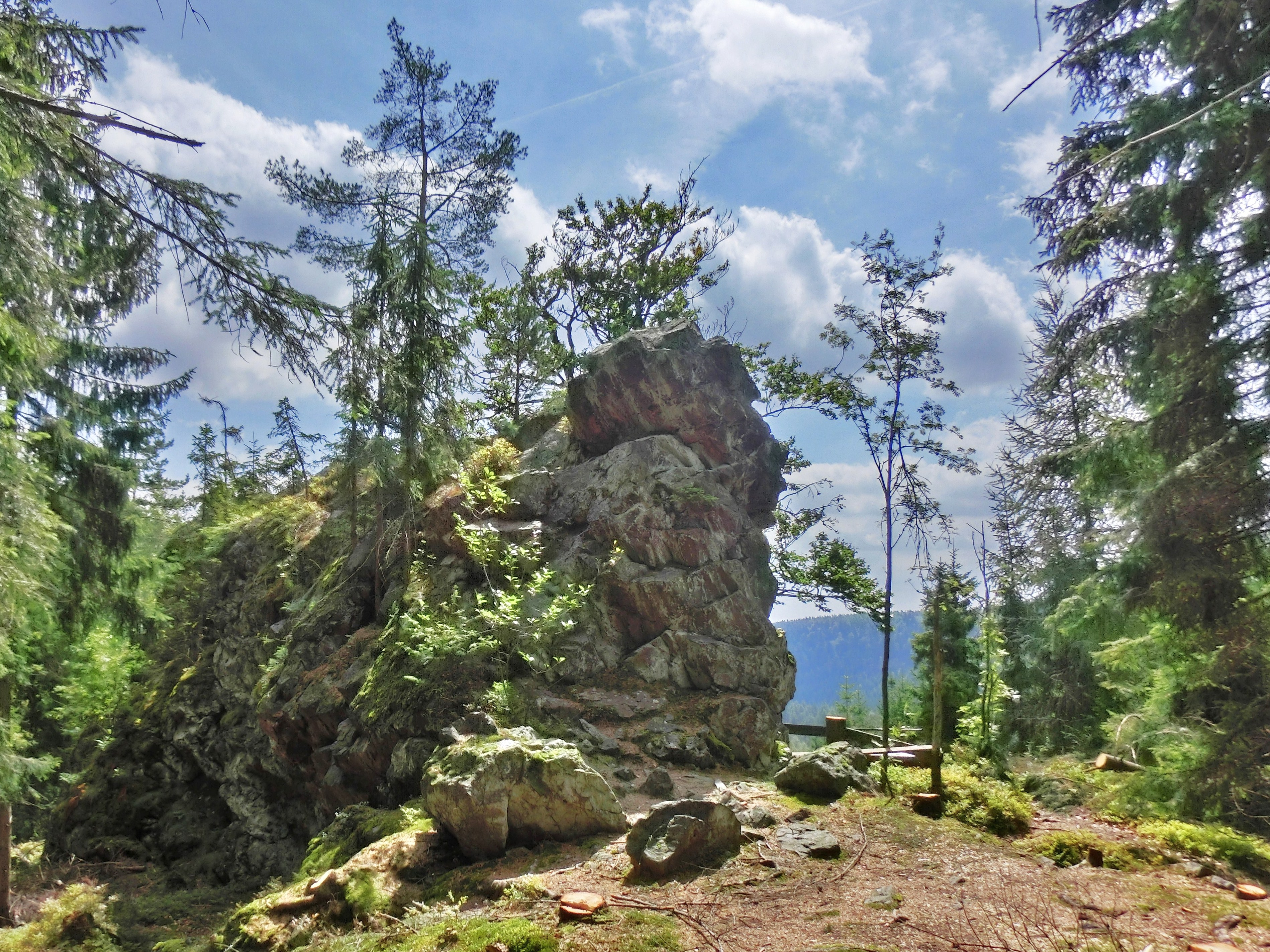
Rotenfels im Flötzwald

Der Rotenfels (745 m ü. NN) ist eine zehn Meter hohe Felswand im Flötzwald nördlich von Ahornberg, einem Ortsteil der Gemeinde Immenreuth (Landkreis Tirschenreuth) im Fichtelgebirge (Nordost-Bayern). Durch Eisenerz (Hämatit) entstanden die rötliche Verfärbung des Gesteins und der Berg- und Flurname.

## Flötzwald
Der Flötzwald ist ein dicht bewaldetes Gebiet im südwestlichen Fichtelgebirge mit teilweise stark eingekerbten Bachtälern. Das Waldgebiet gehört mit einer Größe von etwa 300 Hektar seit dem Jahr 1559 der Stadt Kemnath. Sein Name entstand durch das Flößen von Scheitholz für die Stadt Kemnath.

## Bergbau
Urkundlich nachgewiesen ist, dass beim Rotenfels seit dem Jahr 1507 Eisenerz abgebaut wurde, das in die umliegenden Schmelzöfen und Hammerwerken zur weiteren Verarbeitung gelangte. Bergbautätigkeiten bestanden bis in das 18. Jahrhundert.

## Landkarten
- Fritsch Wanderkarte Naturpark Fichtelgebirge und Steinwald, Nr. 52, Maßstab 1:50.000
- Bayern-Atlas